# Pulso

Localización de los pulsos. En negrita los más usuales.

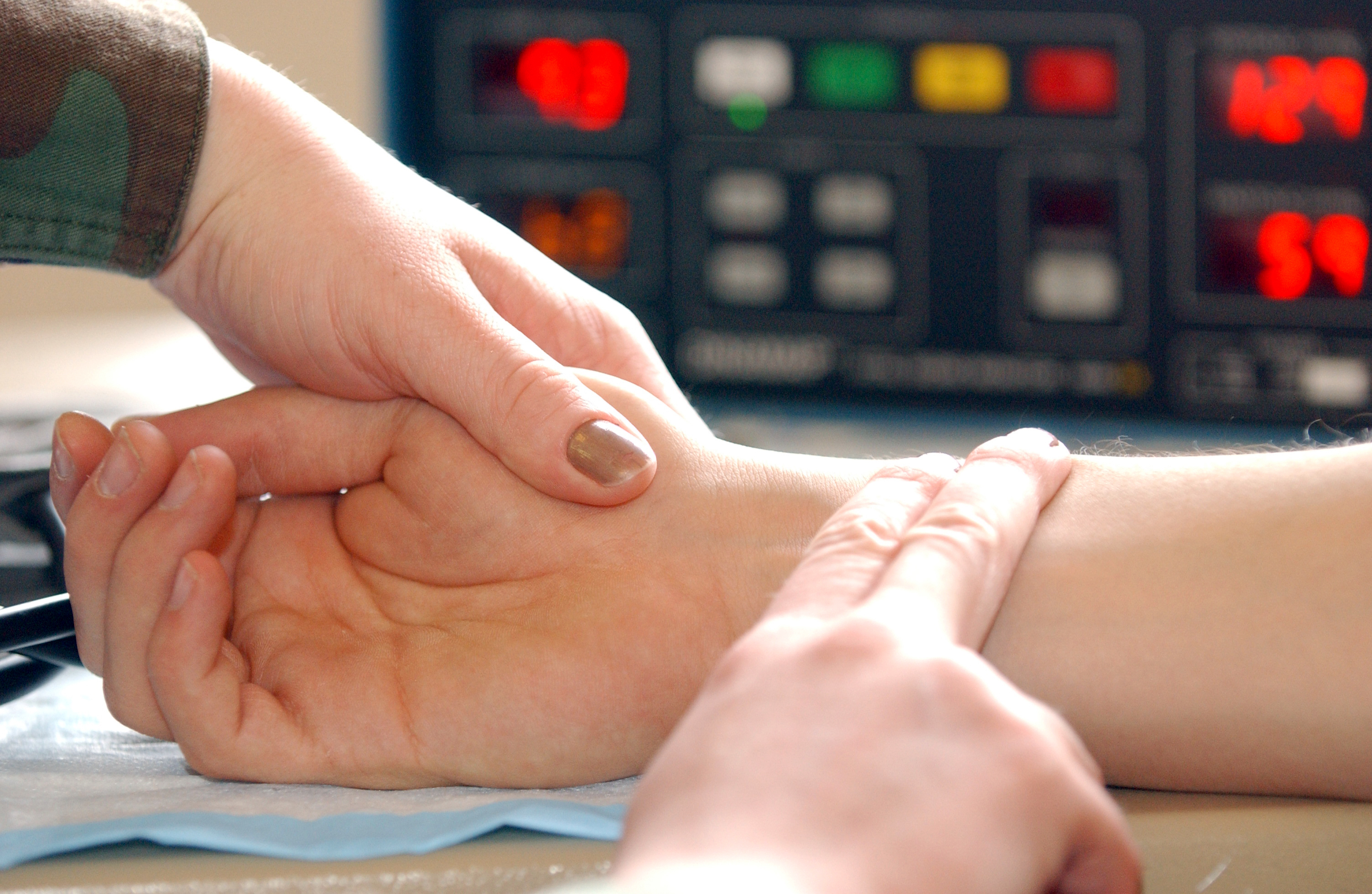
Comprobación del pulso radial.

En medicina, el pulso representa la palpación táctil arterial del ciclo cardíaco (latido del corazón) mediante las yemas de los dedos.  El pulso de una persona es una onda de presión provocada por la expansión de las arterias como consecuencia de la circulación de sangre bombeada por el corazón.
El pulso puede palparse en cualquier lugar que permita comprimir una arteria cerca de la superficie del cuerpo, como en el cuello (arteria carótida), muñeca (arteria radial o arteria cubital), en la ingle (arteria femoral), detrás de la rodilla (arteria poplítea), cerca de la articulación del tobillo (arteria tibial posterior) y en el pie (arteria dorsal del pie). El pulso radial se suele medir con tres dedos. Esto tiene una razón: el dedo más cercano al corazón se utiliza para ocluir la presión del pulso, el dedo corazón se utiliza para obtener una estimación aproximada de la presión sanguínea, y el dedo más distal al corazón (normalmente el anular) se utiliza para anular el efecto de la pulso cubital, ya que las dos arterias están conectadas a través de los arcos palmares (superficial y profundo). El estudio del pulso se conoce como esfigmología.

## Fisiología

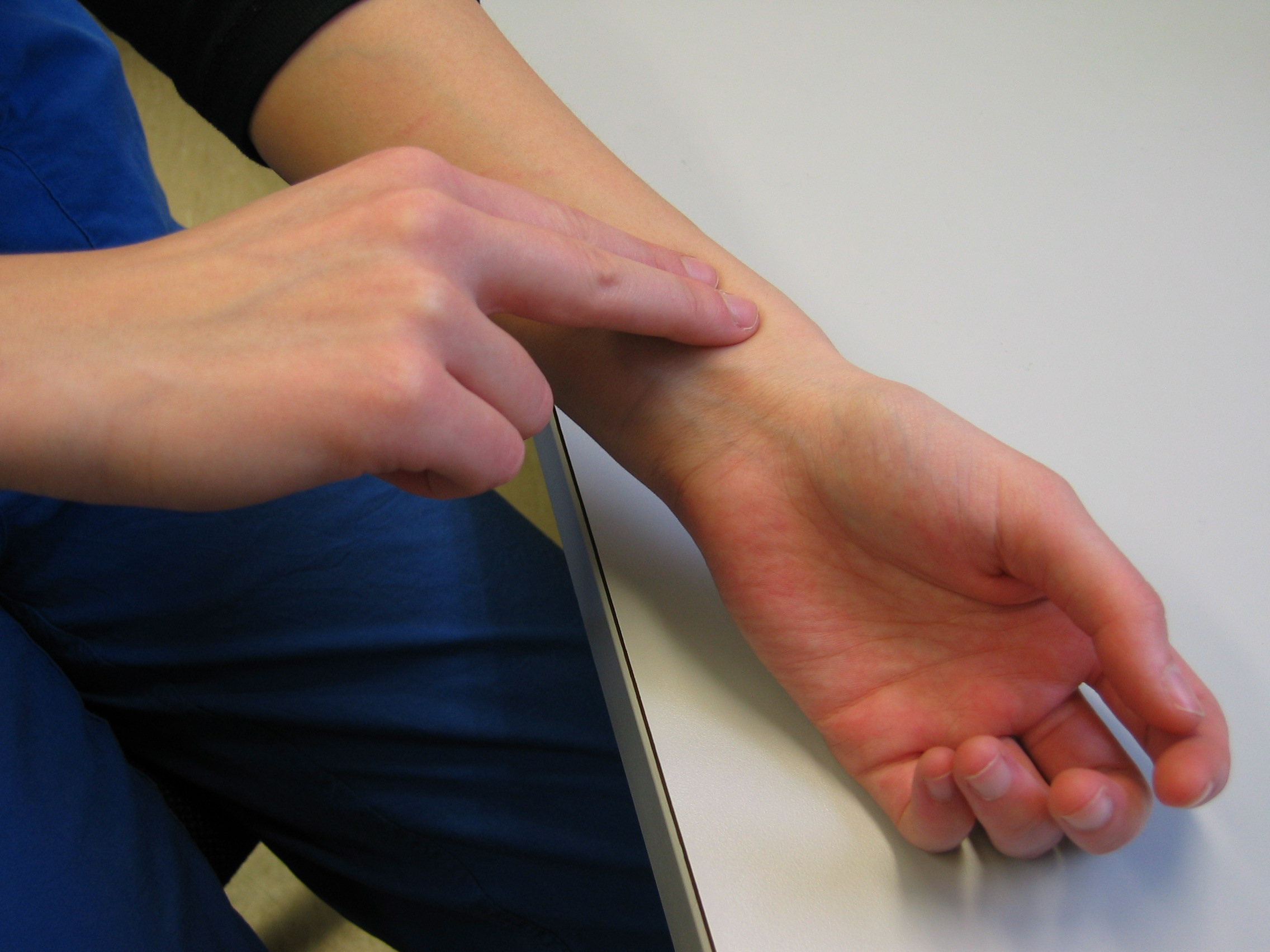
Evaluación del pulso en la arteria radial.

Galeno fue quizás el primer fisiólogo que describió el pulso. El pulso es un método táctil expeditivo para determinar la presión arterial sistólica para un observador entrenado. La presión arterial diastólica no es palpable y no se puede observar mediante métodos táctiles, ya que se produce entre los latidos del corazón.
Las ondas de presión generadas por el corazón en sístole mueven las paredes arteriales. El avance de la sangre se produce cuando los límites son flexibles y complacientes. Estas propiedades se forman lo suficiente como para crear una onda de presión palpable.
La frecuencia cardiaca puede ser mayor o menor que la frecuencia del pulso en función de la demanda fisiológica. En este caso, la frecuencia cardiaca se determina por auscultación o sonidos audibles en el ápex cardiaco, en cuyo caso no es el pulso. El déficit de pulso (diferencia entre los latidos del corazón y las pulsaciones en la periferia) se determina por palpación simultánea en la arteria radial y auscultación en el PMI, cerca del ápex cardíaco. Puede estar presente en caso de Extrasístole ventricular o fibrilación auricular.
La velocidad del pulso, los déficits de pulso y muchos más datos fisiológicos se visualizan de forma fácil y sencilla mediante el uso de uno o varios catéteres arteriales conectados a un transductor y un osciloscopio. Esta técnica invasiva se utiliza habitualmente en cuidados intensivos desde la década de 1970.
La frecuencia del pulso se observa y mide por medios táctiles o visuales en el exterior de una arteria y se registra como pulsaciones por minuto o PPM.
El pulso puede observarse además indirectamente bajo absorciones luminosas de longitudes de onda variables con relaciones matemáticas asignadas y reproducidas de forma económica. La captación aplicada de las variaciones de la señal luminosa del componente sanguíneo hemoglobina en condiciones de oxigenación frente a las de desoxigenación permite la tecnología de la pulsioximetría.

## Cuantificación del pulso
El pulso se cuantifica manualmente con los dedos índice y medio. Cuando se palpa la arteria carótida, la femoral o la braquial se tiene que ser muy cuidadoso, ya que no hay una superficie sólida como tal para poder detectarlo. La técnica consiste en situar los dedos cerca de una arteria y presionar suavemente contra una estructura interna firme, normalmente un hueso, para poder sentir el pulso.
Se deben usar los 2 dedos, el índice para ocluir el pasaje de la sangre desde proximal, el medio para ocluirlo del lado distal poniendo en evidencia con el medio que no haya una conexión anómala cúbito radial. Y además, no se debe aplicar mucha fuerza al tomarlo, ya que puede causar problemas circulatorios, cardíacos, y en algunos casos cerebrales. Sin embargo, esto también depende de que arteria se esté palpando.

### Cabeza y cuello

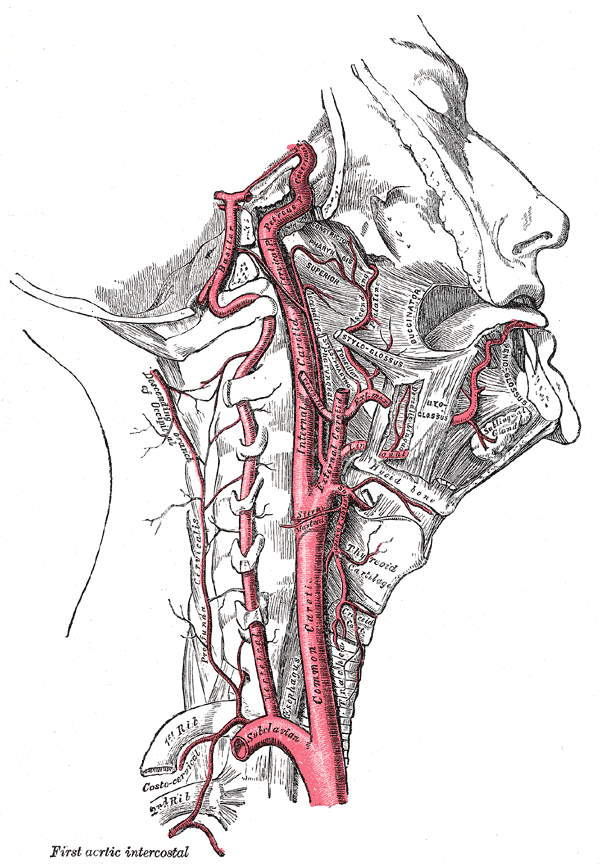
Arterias del cuello.

- Pulso carotídeo: situado en el cuello (arteria carótida). La arteria carótida debe palparse suavemente y mientras el paciente está sentado o tumbado. Estimular sus barorreceptores con una palpación baja puede provocar una bradicardia grave o incluso detener el corazón en algunas personas sensibles. Además, las dos arterias carótidas de una persona no deben palparse al mismo tiempo. De lo contrario, se podría limitar el flujo de sangre a la cabeza y provocar un desmayo o una isquemia cerebral.  Puede palparse entre el borde anterior del músculo esternocleidomastoideo, por encima del hueso hioides y lateral al cartílago tiroides.
- Pulso facial: situado en la mandíbula (maxilar inferior) en línea con las comisuras de los labios (arteria facial).
- Pulso temporal: situado en el templo directamente delante de la oreja (arteria temporal superficial).

Aunque el pulso puede sentirse en múltiples lugares de la cabeza, normalmente las personas no deberían oír los latidos de su corazón dentro de la cabeza.  Esto se denomina tinnitus pulsátil, y puede indicar varios trastornos médicos.

## Nota
El pulso no se debe cuantificar con el dedo pulgar. Las arterias que vienen del antebrazo (radial y cubital) se unen y forman el arco palmar; de este arco salen las ramas que van a irrigar las falanges (dedos de la mano). Cada falange tiene una arteria a cada lado pero el dedo pulgar solo tiene una arteria llamada "arteria principal del pulgar", la cual le pasa por su línea media. Si tomas el pulso con el pulgar, se puede confundir con el propio pulso de esta falange.

## Puntos de pulso comunes
- Pulso radial, situado en la cara anterior y lateral de las muñecas, entre el tendón del músculo flexor radial del carpo y la apófisis estiloide del radio (arteria radial).
- Pulso cubital o ulnar , en el lado de la muñeca más cercano al meñique (arteria ulnar).
- Pulso carotídeo, en el cuello (arteria carótida). La carótida debe palparse suavemente, ya que estimula sus barorreceptores con una palpación vigorosa puede provocar bradicardia severa o incluso detener el corazón en algunas personas sensibles. Además, las dos arterias carótidas de una persona no deben palparse simultáneamente, para evitar el riesgo de síncope o isquemia cerebral.
- Pulso braquial, entre el bíceps y el tríceps, en el lado medial de la cavidad del codo, usado frecuentemente en lugar del pulso carotídeo en infantes (arteria braquial).
- Pulso femoral, en el muslo (arteria femoral).
- Pulso poplíteo, bajo la rodilla en la fosa poplítea.
- Pulso dorsal del pie o pedio, en el empeine del pie (arteria dorsal del pie).
- Pulso tibial posterior, detrás del tobillo bajo el maléolo medial (arteria tibial posterior).
- Pulso temporal, situado sobre la sien directamente frente a la oreja.
- Pulso facial, situado en el borde inferior de la porción ascendente del maxilar inferior o mandíbula (arteria facial).

La facilidad para palpar el pulso viene determinada por la presión sanguínea del paciente. Si su presión sistólica está por debajo de 90 mmHg el pulso radial no será palpable. Por debajo de 80; mmHg no lo será el braquial. Por debajo de 60 mmHg el pulso femoral no será palpable. Dado que la presión sistólica raramente cae tan bajo, la falta de pulso carótido suele indicar la muerte. Sin embargo, se conoce de casos de pacientes con ciertas heridas, enfermedades u otros problemas médicos en los cuales estaban conscientes y carecían de pulso palpable.

## Frecuencia cardíaca
Podemos decir que el pulso se define como la onda de sangre creada por la contracción del ventrículo izquierdo del corazón y es útil para estimar la frecuencia cardíaca. La frecuencia cardíaca normal es:
- Recién nacido: Frecuencia cardíaca media 130 con un intervalo de 80-180 x’
- 1 año: Frecuencia cardíaca media: 120 con un intervalo de 80-140x’
- 10 años: Frecuencia cardíaca media: 70 con un intervalo de 50-90x’
- Adolescentes: Frecuencia cardíaca media: 75 con un intervalo de 50-90x’
- Adultos: Frecuencia cardíaca media: 80 con un intervalo de 60-100x’
- Ancianos: Frecuencia cardíaca media: 70 con un intervalo de 60-100x’

Cuando la frecuencia cardíaca se encuentra fuera de los rangos normales tenemos: 
- Taquicardia: para cantidad de pulsaciones mayores a los límites superiores (para cada caso) de los intervalos normales antes detallados.
- Bradicardia: para cantidad de pulsaciones menores a los límites inferiores (para cada caso) de los intervalos normales antes detallados.

Lo normal es que el tiempo entre pulso y pulso sea relativamente constante, si es irregular constituye una arritmia. La característica de la secuencia de las pulsaciones es denominada ritmicidad.

## Actividad física y pulso
En un individuo el pulso puede variar durante el día, según las actividades que se encuentre realizando. Las pulsaciones aumentan cuando se produce una actividad física extenuante, esto es porque el cuerpo demanda un mayor consumo de energía, y la energía se produce sobre la base de los alimentos y el oxígeno, el corazón es el que transporta esto a través de las pulsaciones, y para transportarse a cada célula del cuerpo por la sangre, es necesario incrementar las pulsaciones; por el contrario, cuando la persona se encuentra en estado de reposo (durmiendo), la frecuencia puede disminuir considerablemente por debajo de los límites normales.

## Historia
En el antiguo Egipto, el pulso era una herramienta diagnóstica importante en la medicina. El Papiro de Ebers, un texto médico egipcio antiguo que data aproximadamente del 1550 a. C., menciona el pulso como un factor clave para diagnosticar enfermedades. Los médicos egipcios evaluaban el pulso para determinar el estado de salud del paciente, aunque los detalles específicos de sus técnicas están menos documentados en comparación con las culturas posteriores.
En la antigua India, la práctica del diagnóstico por pulso, o Nadi Vijnana, tiene una historia bien documentada en el Ayurveda, uno de los sistemas de medicina más antiguos. Textos ayurvédicos como el Charaka Samhita (alrededor del siglo II a. C.) y el Sushruta Samhita (alrededor del siglo VI a. C.) describen métodos detallados para el diagnóstico por pulso. Los médicos indios identificaban tres pulsos principales correspondientes a los tres doshas (energías del cuerpo): Vata, Pitta y Kapha. Se pensaba que el desequilibrio de cada dosha se manifestaba en características distintas del pulso, como el ritmo y la fuerza.
En la medicina tradicional china, el diagnóstico por pulso es un pilar que data del Huangdi Neijing (El Canon del Emperador Amarillo), un texto fundamental escrito alrededor del siglo II a. C. Los practicantes chinos clasificaban el pulso en diferentes tipos y cualidades, como flotante, profundo, lento o rápido, para evaluar la salud de varios órganos y el equilibrio general del Qi (energía vital) en el cuerpo. Este sistema de diagnóstico por pulso es muy sofisticado y ha evolucionado a lo largo de los siglos.
En la antigua Grecia, la toma del pulso fue practicada por médicos como Hipócrates (alrededor del 460–377 a. C.) y Galeno (alrededor del 129–c. 200 d. C.). Hipócrates reconoció la importancia del pulso en el diagnóstico de enfermedades y anotó diferentes tipos de pulso en sus escritos. Galeno desarrolló aún más la práctica, clasificando los pulsos en función de su ritmo, frecuencia y fuerza. Sus observaciones detalladas y categorizaciones sentaron una base importante para el estudio del diagnóstico por pulso en la medicina occidental.
La medicina romana heredó y amplió las prácticas griegas. Galeno, que era romano, hizo contribuciones significativas al diagnóstico por pulso, y su trabajo influyó en los practicantes médicos romanos. Los romanos continuaron la tradición griega de usar la información del pulso para guiar las decisiones de tratamiento.
La frecuencia del pulso fue medida por primera vez por médicos y científicos de la antigua Grecia. La primera persona que midió los latidos del corazón fue Herófilo de Alejandría, Egipto (c. 335-280 a. C.), que diseñó un reloj de agua para medir el pulso. Rumi ha mencionado en un poema que "El médico sabio medía el pulso del paciente y se daba cuenta de su estado". Esto demuestra que esta práctica era habitual en la época de Rumi y su ámbito geográfico.  La primera persona que midió con precisión el pulso fue Santorio Santorii (1561-1636), que inventó el pulsilogium, una forma de péndulo que más tarde estudió Galileo Galilei. Un siglo después, otro médico, François Boissier de Sauvages de Lacroix, utilizó el pulsilogium para comprobar la función cardiaca.

## Patrones
Existen varios patrones de pulso que pueden tener importancia clínica. Entre ellos se incluyen:
- Pulso anacrotico: muesca en la carrera ascendente del pulso carotídeo. Dos ondas distintas (ascenso inicial lento y pico retardado, que está cerca de S2). Presente en la EA.
- Pulso dicroico: se caracteriza por dos latidos por ciclo cardiaco, uno sistólico y otro diastólico.  Fisiológicamente, la onda dicroica es el resultado de ondas reflejadas de las extremidades inferiores y la aorta. Las afecciones asociadas con un bajo gasto cardíaco y una alta resistencia vascular sistémica pueden producir un pulso dicrótico.[12][13]
- Déficit de pulso: diferencia de la frecuencia cardiaca por auscultación cardiaca directa y por palpación de la frecuencia del pulso arterial periférico cuando se está en fibrilación auricular (FA).
- Pulsus alternans: signo médico ominoso que indica insuficiencia cardiaca sistólica progresiva. En las yemas de los dedos entrenados, el examinador observa un patrón de un pulso fuerte seguido de un pulso débil una y otra vez. Este pulso indica un esfuerzo vacilante del corazón por mantenerse en sístole. También puede detectarse en la MCH con obstrucción.
- Pulsus bigeminus: indica un par de latidos dentro de cada latido. La auscultación concurrente del corazón puede revelar un ritmo de galope del latido nativo.
- Pulsus bisferiens: se caracteriza por dos latidos por ciclo cardiaco, ambos sistólicos, a diferencia del pulso dicrótico. Es un hallazgo físico inusual que suele observarse en pacientes con valvulopatías aórticas si la válvula aórtica no se abre y cierra normalmente. Los dedos entrenados observarán dos pulsos en cada latido en lugar de uno.
- Pulsus tardus et parvus, también pulsus parvus et tardus, pulso de ascenso lento y pulso anacrotico, es débil (parvus), y tardío (tardus) con relación a sus características esperadas. Está causado por la rigidez de la válvula aórtica, que dificulta progresivamente su apertura, lo que requiere una mayor generación de presión sanguínea en el ventrículo izquierdo.  Se observa en la estenosis de la válvula aórtica. [13][14][15][16]
- Pulsus paradoxus: condición en la que algunos latidos cardíacos no pueden detectarse en la arteria radial durante la fase de inspiración de la respiración. Está causado por una disminución exagerada de la presión arterial durante esta fase, y es diagnóstico de diversas afecciones cardíacas y respiratorias de urgencia variable, como el taponamiento cardíaco.
- Taquicardia: frecuencia cardiaca elevada en reposo. En general se requiere un electrocardiograma (ECG) para identificar el tipo de taquicardia.
- Pulsátil Esta descripción del pulso implica la fisiología intrínseca de sístole y diástole. Científicamente, la sístole y la diástole son fuerzas que expanden y contraen las circulaciones pulmonar y sistémica.
- Un pulso colapsado es un signo de circulación hiperdinámica, que puede observarse en la RA o la PDA.